# Bibiano Zapirain
Bibiano Zapirain (né le 2 décembre 1919 à Tomas Gomensoro en Uruguay et mort le 2 décembre 2000 à Bogota en Colombie) est un footballeur international uruguayen, qui évoluait au poste d'attaquant.

## Palmarès
- Vainqueur de la Copa América en 1942 avec l'équipe d'Uruguay
- Champion d'Uruguay en 1940, 1941, 1942, 1943, 1950 et 1952 avec le Club Nacional